# 世界は踊る/灼熱
「世界は踊る/灼熱」（せかいはおどる/しゃくねつ）は、日本のヴィジュアル系ロックバンド・BREAKERZの2作目のシングル。

## 概要
- 前作「SUMMER PARTY/LAST EMOTION」から約2か月ぶりのシングルで、前作に引き続き両A面シングルとして発売された。
- 表題1曲目は日本テレビ系列『音楽戦士 MUSIC FIGHTER』のエンディングテーマに、表題2曲目はメンバーのDAIGOが声優を担当した映画『ウォンテッド』の日本語吹替版エンディングテーマとテレビ東京系列『PVTV』のオープニングテーマ、全国独立放送協議会『MU-GEN』のオープニングテーマにそれぞれ起用された[1][2][3][4][5]。日本テレビ系列のタイアップを担当するのは「ポジティブブルー」以来2度目、テレビ東京系列としては前作に続き2度目、映画としては初となった。また、単曲で複数のタイアップを担当するのは表題2曲目が初となった。
- 「世界は踊る」を表題1曲目としたパターンと、「灼熱」を表題1曲目としたパターンの2パターンで、それぞれがジャケットの異なる初回限定盤と通常盤の2形態で発売された。初回限定盤には特典としてそれぞれの表題曲のミュージッククリップを収録したDVDが同梱された。また、全形態共通で初回生産分には全10種類からなるトレーディングカード1枚がランダムで同梱され[注 1]、当たりカードが出るとさらにスペシャルカードがプレゼントされた[4]。
- オリコンデイリーチャート初登場4位[1][6]、週間チャート初登場6位を獲得[2]。2作連続でトップ10入りを果たした。

## 収録曲
| 全編曲: BREAKERZ。 |                |         |         |                      |
| #                  | タイトル       | 作詞    | 作曲    | ストリングスアレンジ |
| 1.                 | 「世界は踊る」 | AKIHIDE | AKIHIDE | AKIHIDE、池田大介    |
| 2.                 | 「灼熱」       | DAIGO   | SHINPEI |                      |

| 全編曲: BREAKERZ。 |                |         |         |                      |
| #                  | タイトル       | 作詞    | 作曲    | ストリングスアレンジ |
| 1.                 | 「灼熱」       | DAIGO   | SHINPEI |                      |
| 2.                 | 「世界は踊る」 | AKIHIDE | AKIHIDE | AKIHIDE、池田大介    |

### 解説
1. 世界は踊る
初めて生のストリングスを取り入れたミディアムバラードで、AKIHIDEがBREAKERZ結成前に制作していた楽曲。自身が所属していたバンドが解散し次の活動をどうするか悩んでいた際に「自分が聴きたい曲を作ろう」と自然に浮かんできたという[7]。歌詞は未来への不安や、今という時間の大切さが描かれており、AKIHIDEはこの楽曲について「明日というものが約束されない世界だからこそ、今ある環境、仲間、場所を大切にしたい、そんな思いを込めた」と語っている[6]。
後にアコースティックバージョンが制作され、シングル「Miss Mystery」に収録された[8][9]。
2. 灼熱
映画『ウォンテッド』への書き下ろしではなく、SHINPEIが自宅で洋楽バンドのライブ映像を観てテンションが上がり、BREAKERZでもライブで盛り上がれる曲が欲しいと思ったのを機に制作された楽曲[7]。ただし、今回エンディングテーマに抜擢された際に2箇所だけ歌詞を書き変えたという[10]。DAIGO曰く「今の想いや心境を飾ることなく書いた、今ではないと書けない歌詞」とのこと[6]。

## 参加ミュージシャン
BREAKERZ
- DAIGO：Vocal & Chorus
- AKIHIDE：Guitar & Chorus、Synth Programming
- SHINPEI：Guitar & Chorus、Synth Programming

Support Musician
- 黒瀬蛙一：Drums (#1)
- 永井利光：Drums (#2)
- 満園庄太郎：Electric Bass (#1)
- IKUO：Electric Bass (#2)
- 林こずえ & Lime Ladies Orchestra：Strings (#1)

## タイアップ
- 日本テレビ系列音楽番組『音楽戦士 MUSIC FIGHTER』2008年9月度エンディングテーマ (#1)
- 東宝東和配給映画『ウォンテッド』日本語吹替版エンディングテーマ (#2)
- テレビ東京系列音楽番組『PVTV』2008年9月度オープニングテーマ (#2)
- 全国独立放送協議会音楽番組『MU-GEN』2008年9月度オープニングテーマ (#2)

## 収録作品
- Miss Mystery (#1 Acoustic Version)
- BIG BANG! (#1,2)
- BREAKERZ BEST 〜SINGLE COLLECTION〜 (#1,2)